# Du bar ditt kors, o Jesu mild
Du bar ditt kors, o Jesu mild är en passionspsalm av Erik Gustaf Geijer år 1819. Psalmens fyra strofer börjar alla med samma fyra ord, som alluderar på den korta bibelvers (Johannes 19:17) om Jesu lidande som lyder: "Och han bar själv sitt kors". 
Tysk melodi (E-moll, 2/2) ursprungligen tryckt i "Darmstädtisches Gesangbuch" från Darmstadt 1699 och där tillskriven både Christof Wagner (1615-1688) och Caspar Nachtenhöfer (död 1685). Melodin infördes till Sverige av J.C.F. Haeffner och används också till psalmerna O hoppets dag, som klarnar opp (1819 nr 461) och En handsbredd är vår levnads mått (1921 nr 574, 1937 nr 221).

## Koralbearbetningar

### Orgel
- Du bar ditt kors ur Tre passionskoraler av Henry Lindroth.[1]

- Du bar ditt kors ur Fastekoraler av Bengt-Göran Sköld.[2]

- Långfredag av Hugo Melin.[3]

- Du bar ditt kors ur Ad crucem, tre koralmeditationer till Långfredagen för soloinstrument och orgel av Åke Kullnes.[4]

## Publicerad i
- 1819 års psalmbok som nr 89 under rubriken "Jesu lidande, död och begravning: Och han bar sitt kors".
- Sionstoner 1889 som nr 456.
- Nya Pilgrimssånger som nr 53 under rubriken "Om Kristus. Kristi lidande".
- Svensk söndagsskolsångbok 1908 som nr 46 under rubriken "Jesu lidande".
- Svenska Missionsförbundets sångbok 1920 som nr 122 under rubriken " Jesu lidande".
- Svensk söndagsskolsångbok 1929 som nr 64 under rubriken "Jesu lidande".
- Sionstoner 1935 som nr 183 under rubriken "Passionstiden".
- 1937 års psalmbok som nr 89 under rubriken "Passionstiden".
- Förbundstoner 1957 som nr 93 under rubriken "Guds uppenbarelse i Kristus: Jesu lidande och död".
- Psalmer för bruk vid krigsmakten 1961 som nr 89 verserna 1-4.
- Frälsningsarméns sångbok 1968 som nr 606 under rubriken "Högtider - Passionstid".
- 1986 års psalmbok som nr 140 under rubriken "Fastan".
- Finlandssvenska psalmboken 1986 som nr 72 under rubriken "Fastetiden".
- Cecilia Katolsk Gudstjänstbok som nr 273